# Ture Enge
Axel Ture Enge, född 9 april 1901 i Haparanda, död 8 november 1978 i Farsta församling, Stockholm, var en svensk präst.

## Biografi
Enge var prästson. Efter studentexamen i Härnösand avlade han teologisk-filosofisk examen 1927, blev teologie kandidat, avlade praktisk teologiska prov och prästvigdes för Ärkestiftet 1932 och blev teologie licentiat 1942. Han blev vice komminister i Tierps församling 1932, kyrkoadjunkt i Forsa församling 1935, kyrkoherde där 1944 och var kontraktsprost i Sundhede kontrakt från 1955. 
Enge skrev Student- och arbetarmötet i Sigtuna (i "Meddelanden från Lunds kristliga studentförbund", 1929), Vår kamp (tillsammans med Manfred Björkquist och Bo Giertz, i "Sveriges Ungdom", 1932), och Individ och kyrka. En kunskapsteoretisk studie. Avhandling att framläggas år 1966 vid prästmöte med Uppsala ärkestifts prästerskap (1966).